# Snickeriet
Snickeriet är en dokumentärfilm från 1993 av Benny Wilhelmson och Margareta Hjelm. Filmen handlar om Spångens snickeri i Norrköping och vardagen där. Spångens snickeri var, och är fortfarande, en arbetsplats för funktionshindrade och drivs av Norrköpings kommun. Numera har de dock flyttat till andra lokaler än de som visas i filmen. Filmen sändes ursprungligen på SVT1 i december 1993.

## Medverkande
- Inga-Märta Nilsson Frideborg
- Peter "Putte" Berlin
- Susanne
- Lasse
- Niklas
- Evert
- Matsa Jonsson
- Ronny Olsson
- Sven Olov Brygg
- Roffe Eriksson